# Mary Lou Williams
Mary Elfrieda Scruggs, conocida en el mundo del jazz como Mary Lou Williams (Atlanta, Georgia, 8 de mayo de 1910 - Durham, Carolina del Norte, 28 de mayo de 1981) fue una pianista, arreglista y compositora estadounidense que desarrolló su trabajo con músicos de swing, bebop e, incluso, free jazz.

## Historial
Comienza tocando el piano, con el nombre de Mary Burleigh, con un grupo que estaba liderado por el saxofonista John Williams, con quien se casa a los dieciséis años, adoptando su apellido como nombre artístico. Ambos tocarán en la big band de Andy Kirk (1929) y después, ya en solitario, permanecerá casi doce años con el grupo "Twelve Clouds of Joy", como pianista y arreglista. Realiza en este periodo arreglos y composiciones para músicos como Jimmy Lunceford, Louis Armstrong, Benny Goodman o Earl Hines. En 1942 forma una banda con su segundo marido, el trompetista Harold Baker, y después realiza trabajos para Duke Ellington.
A final de la década de 1940, realiza diversas composiciones y grabaciones con su propio nombre, aunque sigue trabajando como arreglista para otros músicos. En esta época comienza a frecuentar los ambientes del bebop y trabaja con Dizzy Gillespie, Thelonious Monk, Tadd Dameron o Bud Powell. Se instala durante varios años en Europa alejada de la escena jazzística, aunque reaparece en 1957 en el Festival de Newport, junto a Gillespie, componiendo diversas obras de carácter religioso, incluidas tres misas.
En los años 1970 se acerca al free jazz, tocando en dúo con Cecil Taylor.

## Estilo
Williams era una pianista brillante, que surge del estilo stride y evoluciona constantemente a través de los cambios conceptuales que tienen lugar en el jazz. Como arreglista fue innovadora y cada vez más cercana a las fuentes del blues. Según Xavier Prévost, entre sus alumnos hay que incluir a Horace Parlan o Hilton Ruiz.

## Discografía como líder
| Año  | Título                                            | Género                        | sello discográfico |
| ---- | ------------------------------------------------- | ----------------------------- | ------------------ |
| 2007 | The Circle Recordings                             | Bop, swing, stride            | Progressive        |
| 1999 | 1944-1945                                         | Bop, Swing, Stride            | Classics           |
| 1978 | Solo Recital (Montreux Jazz Festival 1978 - Live) | Bop, Swing, Stride            | Pablo              |
| 1977 | My Mama Pinned a Rose on Me                       | Bop, Swing, Stride            | Pablo              |
| 1975 | Free Spirits                                      | Bop, Swing, Stride            | Steeplechase       |
| 1974 | Zoning                                            | Bop, Swing, Stride            | Folkways           |
| 1970 | From the Heart                                    | Blues, Rock, Jazz, Gospel     | Chiaroscuro        |
| 1964 | Mary Lou's Mass                                   | Blues, Gospel                 | Mary               |
| 1963 | Black Christ of the Andes                         | Blues, Gospel                 | Folkways           |
| 1953 | The First Lady of the Piano                       | Bop, Swing, Stride            | Inner City         |
| 1945 | The Zodiac Suite                                  | Classical, Bop, Swing, Stride | Folkways           |
| 1944 | Roll 'Em                                          | Bop, Swing, Stride            | Audiophile         |